# John Corbett

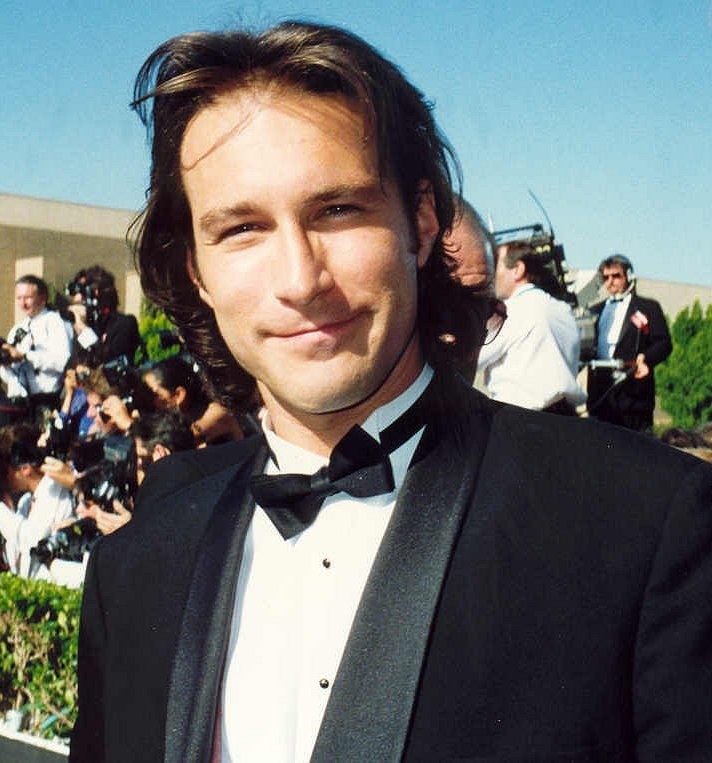
John Corbett w sierpniu 1992

John Corbett, właśc. John Joseph Corbett Junior (ur. 9 maja 1961 w Wheeling) – amerykański aktor telewizyjny i filmowy, piosenkarz muzyki country.

## Życiorys

### Wczesne lata
Urodził się w Wheeling w rodzinie rzymskokatolickiej Sandy i Johna Josepha Corbetta Seniora. Jego matka miała pochodzenie litewskie i żydowskie. Mieszkał w bloku mieszkalnym w pobliżu rzeki Ohio w Wirginii Zachodniej wraz z matką – kelnerką, który pracowała w klubie muzycznym wuja, gdzie John spędził większość swego czasu i w wieku siedmiu lat nauczył się grać na gitarze basowej. Grał w szkolnym zespole, a także śpiewał przy nadarzających się okazjach. W 1979 roku ukończył szkołę średnią Wheeling Central Catholic High School w Wheeling.
W wieku 16 lat miał pracę jako ochroniarz w Capitol Music Hall. Po ukończeniu liceum przeprowadził się do Kalifornii i przez sześć lat pracował jako hutnik i spawacz w fabryce stali. Przeszedł roczne szkolenie, aby stać się zastępcą szeryfa, ale ostatecznie nie powiodło się. Kiedy doznał kontuzji, udał się do Cerritos College w Norwalk w Kalifornii. W 1986 roku stał się też licencjonowanym fryzjerem. Pracował jako recepcjonista w K-Mart i potem w firmie handlowej Samsunga. Zagrał w reklamach, w tym Isuzu, MCI Capital i Ford Motor Company.

### Kariera
Pojawił się w jednym z odcinków serialu ABC Cudowne lata (The Wonder Years, 1988) jako Louis. Sławę zawdzięcza roli DJ Chrisa Stevensa w serialu CBS Przystanek Alaska (Northern Exposure, 1990−1995), za którą zdobył nominację do nagrody Emmy (1992) i Złotego Globu (1993). Za postać Adama MacArthura w serialu sci-fi 20th Century Fox Przybysz (The Visitor, 1997-98) był nominowany do nagrody Saturna.
Po trzecioplanowych rolach w sensacyjnym filmie wojennym Lot Intrudera (Flight of the Intruder, 1991) z Willemem Dafoe, Rosanną Arquette i Bradem Johnsonem, westernie George’a Pana Cosmatosa Tombstone (1993) z Kurtem Russellem, Valem Kilmerem i Joanną Pacułą, zabłysnął w komediach – Weselny blues (Wedding Bell Blues, 1996), Moje wielkie greckie wesele (My Big Fat Greek Wedding, 2002) w roli zaręczonego Iana Millera i Mama na obcasach (Raising Helen, 2004) jako pastor Dan Parker. Rola Aidana Shaw, partnera Carrie Bradshaw granej przez Sarah Jessica Parker w serialu HBO Seks w wielkim mieście (Sex and The City, 2000−2003), przyniosła mu drugą nominację do Złotego Globu (2002).
Wystąpił w teledysku „Woman” (1993) zespołu Scorpions. W 2005 koncertował jako wokalista muzyki country, m.in. w nocnym klubie Phoenix Underground w Seattle. W 2006 wydał singiel „Good to Go”. 4 kwietnia 2006 ukazała się jego płyta John Corbett (wyd. Fun Bone/Co5), a 5 lutego 2013 druga płyta Leaving Nothin’ Behind (wyd. Fun Bone/Co5).

## Życie prywatne
Spotykał się z modelką Nathalie Cox (2000), redaktorką magazynu Vogue Jill Demling (2001) i gospodarzem programów rozrywkowych Vanna White. W 2002 związał się z Bo Derek, z którą się ożenił w grudniu 2020.

## Filmografia

### Filmy fabularne
- 1991: Lot Intrudera (Flight of the Intruder) jako Big Augie
- 1993: Tombstone jako Johnny Barnes
- 1996: Nie oglądaj się (Don’t Look Back, HBO) jako Morgan
- 1996: Weselny blues (Wedding Bell Blues) jako Cary Maynard Philco
- 1997: Wulkan (Volcano) jako Norman Calder
- 2001: Igraszki losu (Serendipity) jako Lars Hammond
- 2002: Moje wielkie greckie wesele (My Big Fat Greek Wedding) jako Ian Miller
- 2004: Zabójcza blondynka (Elvis Has Left the Building) jako Miles Taylor
- 2004: Szansa na sukces (Raise Your Voice) jako pan Torvald
- 2004: Mama na obcasach (Raising Helen) jako pastor Dan Parker
- 2005: Wspaniałe pustkowie. Spacer po Księżycu 3D jako Jack Schmitt
- 2007: Posłańcy (The Messengers) jako John Burwell/John Rollins
- 2007: Nora Roberts: Niebo Montany (Montana Sky) jako Ben McKinnon
- 2008: Królowie ulicy (Street Kings) jako detektyw Dante Demille
- 2010: Ramona i Beezus (Ramona and Beezus) jako Bob Quimby
- 2010: Seks w wielkim mieście 2 (Sex and The City 2) jako Aidan Shaw
- 2015: Chłopak z sąsiedztwa (The Boy Next Door) jako Garrett Peterson
- 2018: Do wszystkich chłopców, których kochałam (To All The Boys I’ve Loved Before) jako dr Dan Covey
- 2020: Do wszystkich chłopców: P.S. Wciąż cię kocham (To All The Boys: P.S. I Still Love You) jako dr Dan Covey
- 2021: Do wszystkich chłopców: Zawsze i na zawsze (To All The Boys: Always and Forever, Lara Jean) jako dr Dan Covey

### Seriale TV
- 1988: Cudowne lata (The Wonder Years) jako Louis
- 1990–1995: Przystanek Alaska (Northern Exposure) jako Chris Stevens
- 1995–1996: Dni naszego życia (Days of Our Lives) jako administrator szpitala / członek zarządu
- 1997–1998: Przybysz (The Visitor) jako Adam MacArthur
- 2000–2003: Seks w wielkim mieście (Sex and The City) jako Aidan Shaw
- 2003: Lucky jako Michael „Lucky” Linkletter
- 2009–2011: Wszystkie wcielenia Tary jako Max Gregson
- 2011–2012: Parenthood jako Seth Holt
- 2013: Agenci NCIS: Los Angeles jako Roy Quaid
- 2015: Sex&Drugs&Rock&Roll jako Flash